# Gask

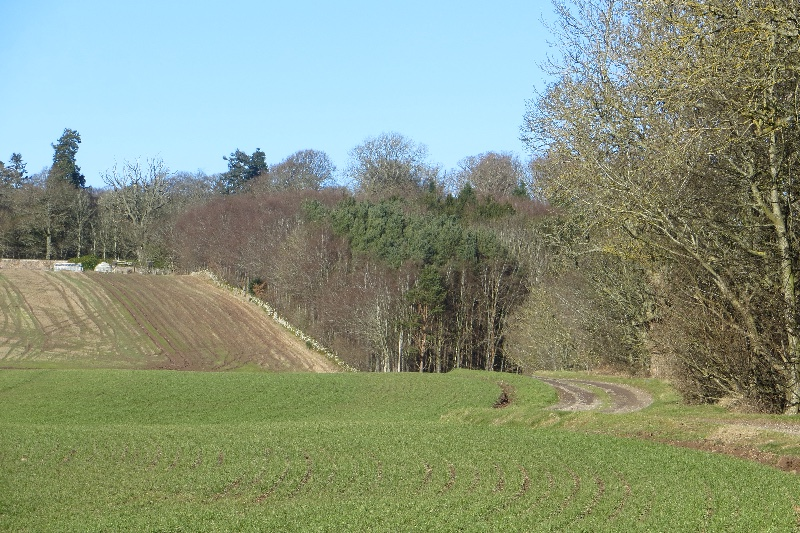
Feldweg bei Gask

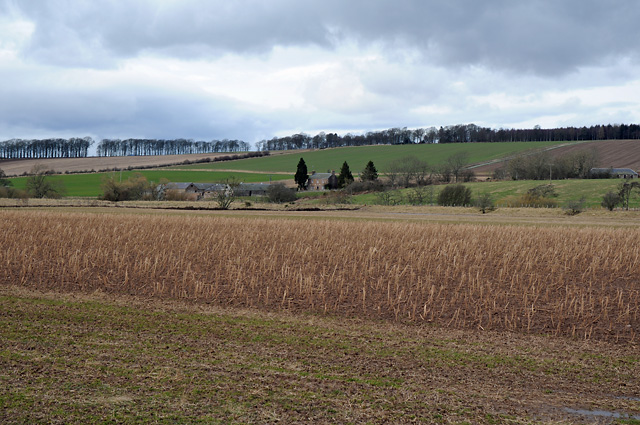
Ackerland und Mill of Gask

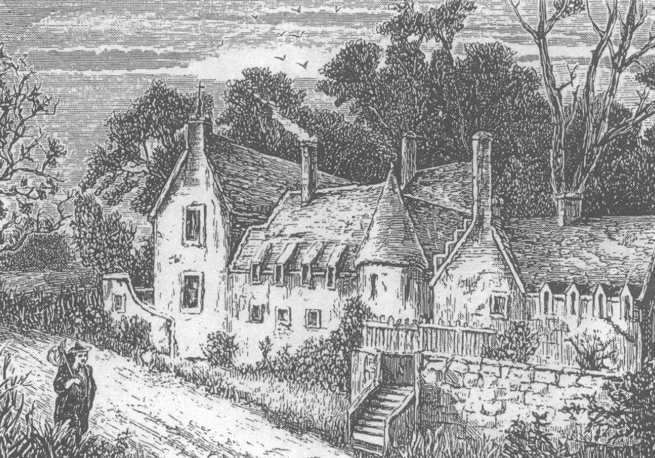
Geburtshaus von Carolina Oliphant

Gask ist eine kleine Ortschaft, die im Norden von Schottland zwischen Perth im Osten, Crieff im Nordwesten und Auchterarder im Südwesten in der Region Perth and Kinross liegt. Im Rahmen der historischen Gliederung Schottlands in Civil Parishes zählt es zu Findo Gask, das zu Perthshire gehörte.

## Geographie
Gask liegt im nördlichen Teil des Tales Strathearn, das durch den Fluss River Earn gebildet wird. Die Umgebung ist dünn besiedelt und landwirtschaftlich geprägt. Zentrum des Ortes bildet das, Anfang des 19. Jahrhunderts entstandene Landschloss Gask House. Gask umfasst einige kleinere Siedlungen und Höfe, unter denen sich Hill of Gask, Innergask und Milton of Gask befinden. Die nächste größere Ortschaft ist Auchterarder, etwa 8 Kilometer im Südwesten. Kleinere in der Nachbarschaft sind Clathy im Norden, Findo Gask im Nordosten, Broom of Dalreoch im Süden sowie Trinity Gask im Westen.

## Historisch Bedeutsames
Im Norden verläuft der Gask Ridge. In Gask stehen mehrere Bauwerke, die als Listed Building der Kategorie B unter Denkmalschutz stehen. Geschützt sind das Gask House, die zugehörige nördliche Toranlage, der Altbau Old House of Gask, die herrschaftliche Privatkapelle sowie die umfriedeten Gärten.
Im Ort geboren wurde die Textdichterin Carolina Oliphant (1766–1845).